# Figurine von Doğantepe

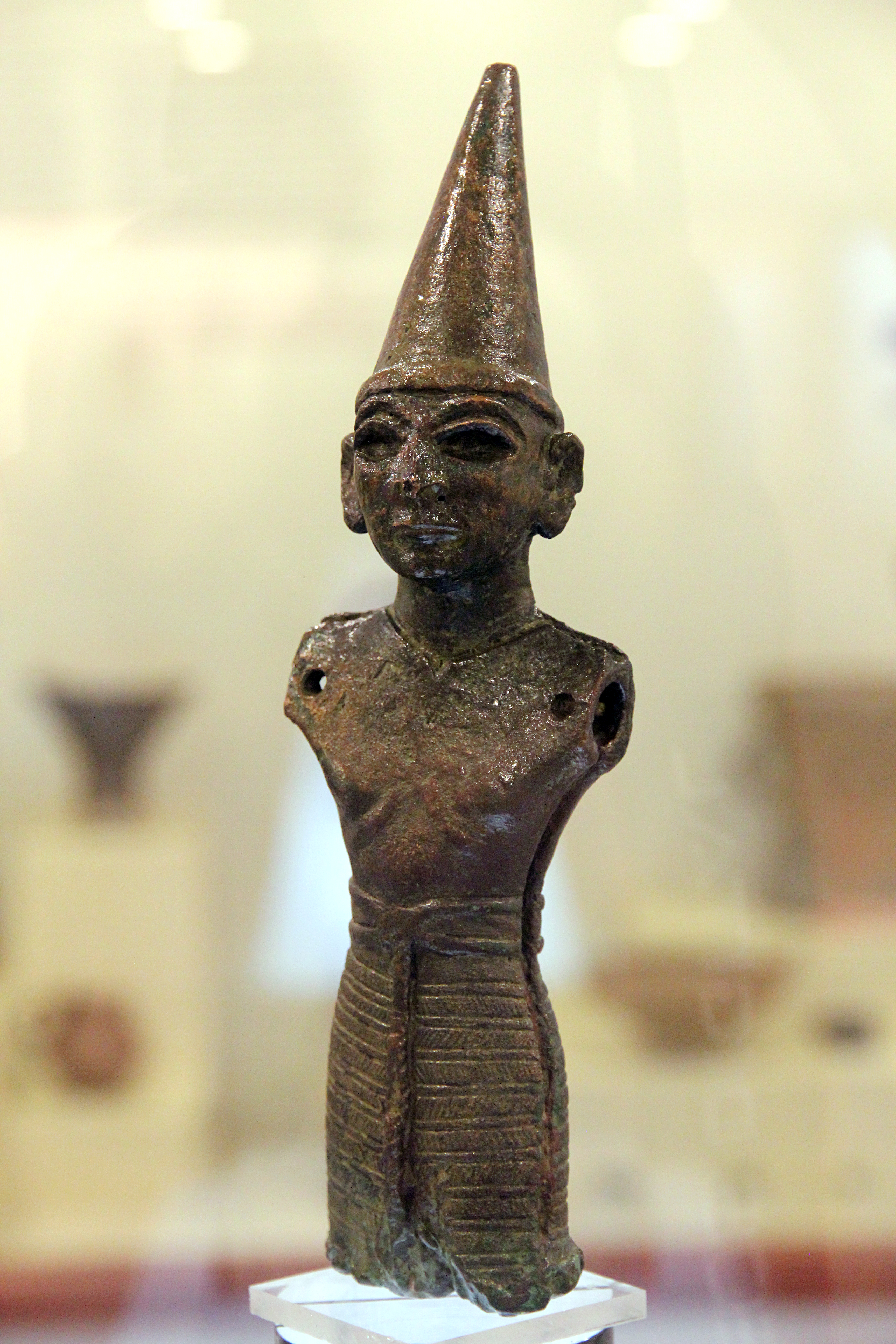
Figurine von Doğantepe

Die Figurine von Doğantepe (auch Figurine oder Statuette von Amasya) ist eine hethitische Bronzeskulptur aus dem zweiten vorchristlichen Jahrtausend. Sie ist im Archäologischen Museum von Amasya ausgestellt. Vermutlich stellt sie den hethitischen Wettergott dar.

## Fund
Die Figur wurde vor 1961 im Südwesten des Dorfes Doğantepe im zentralen Bezirk der türkischen Provinz Amasya, etwa 27 Kilometer südwestlich der Provinzhauptstadt,  von einem Landwirt beim Erdaushub gemeinsam mit einem Siegel gefunden und an einen Antiquitätenhändler in Amasya verkauft. Als die Bezirksbehörde davon erfuhr und der Provinzverwaltung Mitteilung machte, fand man den Händler, der die Funde nach Istanbul geschickt hatte. Die Teile wurden zurückgeholt und den zuständigen Behörden übergeben und in die Bibliothek der Bayezid Külliyesi verbracht, von wo sie schließlich ins Archäologische Museum gelangten. Die erste wissenschaftliche Beschreibung des Fundes lieferte 1961 der türkische Hethitologe Sedat Alp. In Doğantepe wurden außerdem Spuren einer größeren Siedlung gefunden, dabei Keramik von der frühen Bronzezeit über mittlere und späte Eisenzeit bis in hellenistische und byzantinische Zeit.

## Beschreibung
Die Statuette, die Alp als aus der Hand eines der größten Künstler seiner Zeit beschreibt, hat eine erhaltene Höhe von 21,5 Zentimetern und wiegt 1340 Gramm. Arme und Beine fehlen, die Gesamthöhe – davon ausgehend, dass die Beine wenigstens ein Drittel des Körpers einnahmen – wird auf etwa 34 Zentimeter geschätzt. Damit wäre sie die größte bekannte Statuette in Menschenform aus der hethitischen Großreichszeit. Der Erhaltungszustand ist gut, es sind lediglich wenige Beschädigungen erkennbar, die möglicherweise von der illegalen Ausgrabung herrühren. Arme und Beine fehlen komplett, in den Schultern und unter der Figur sind Zapfenlöcher gebohrt, wo die Gliedmaßen angebracht waren. Diese können auch aus anderem Material bestanden haben. Derartige Figurinen wurden in einer Form gegossen, Zapfenlöcher und Bohrlöcher zur Befestigung wurden nachträglich sorgfältig gebohrt. Laut Maurits Nanning Van Loon ist an seitlichen Schlitzen erkennbar, dass die Figur mit Silber oder Gold überzogen war.

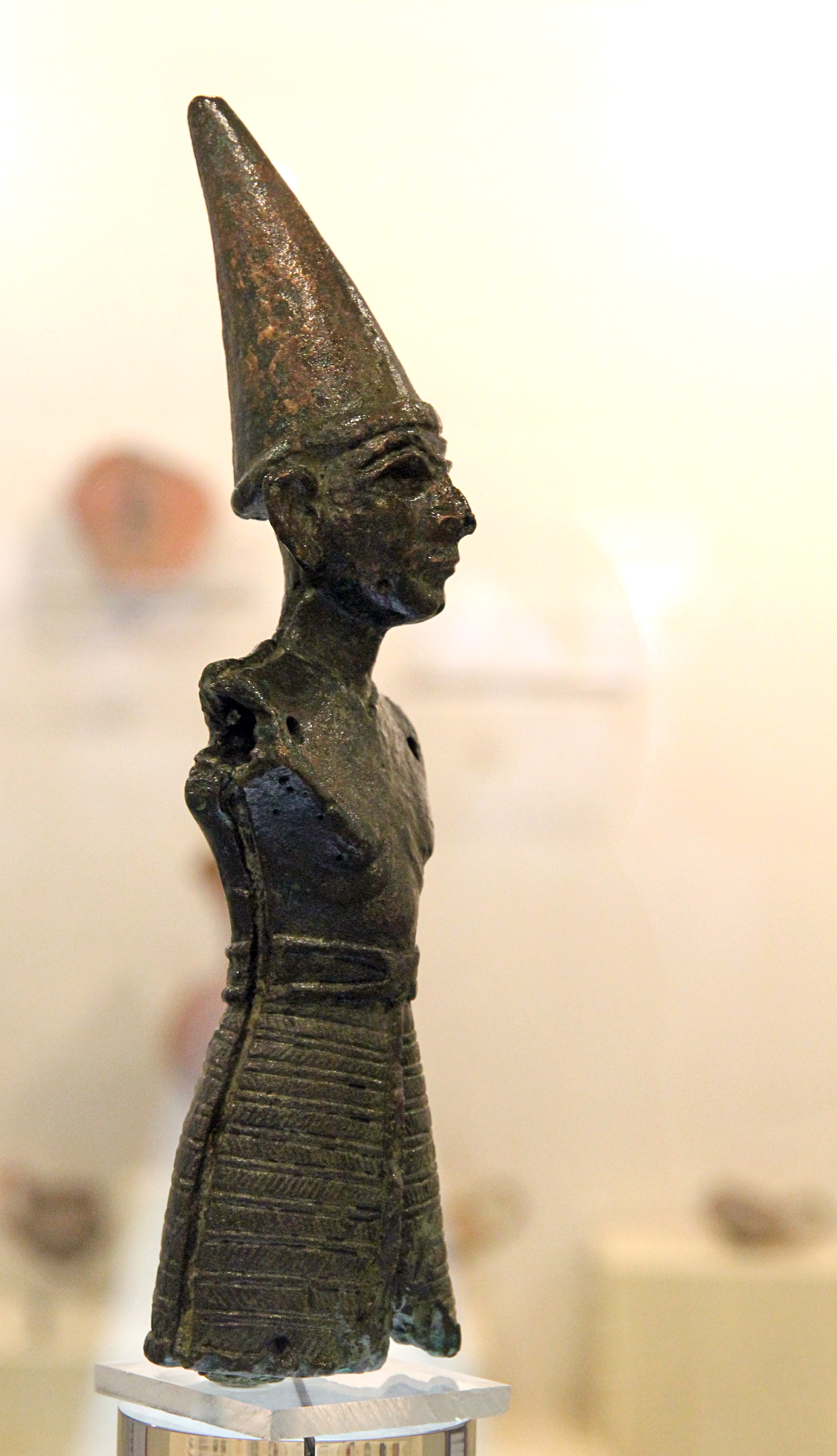
Figurine im Profil

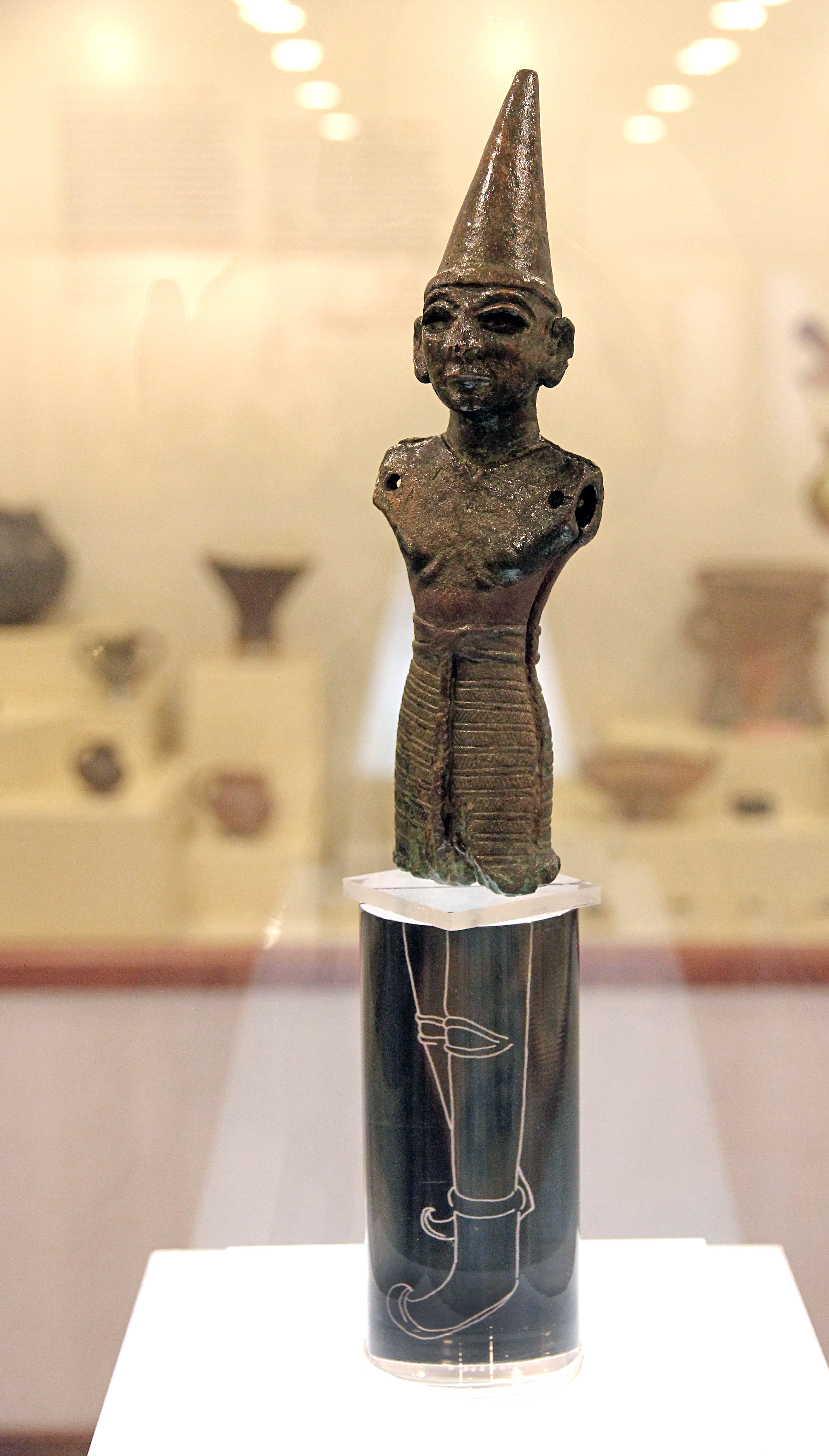
Figurine mit ergänzten Beinen

Der Dargestellte ist bartlos und trägt auch keinen Zopf oder anderweitig herabfallende Haare. Die Gesichtszüge, Nase und Mund, sind fein modelliert, in den tiefen Augenhöhlen saßen Augen aus Edelmetall oder Edelstein, an der Kinnspitze ist ein Grübchen zu erkennen. Die Ohren sind verhältnismäßig groß, wie es oft bei hethitischen Werken der Fall ist. Auf dem Haupt trägt er eine Spitzmütze ohne Hörner. Der Körper ist mit einem Hemd und einem Schurz oder Rock bekleidet, die an der Taille beide von einem Gürtel umfangen werden. Möglicherweise handelt es sich dabei auch um ein zusammenhängendes Stück, einen Leibrock, was aber durch den Gürtel nicht zu entscheiden ist. Das Hemd ist an der Vorderseite hochgeschlossen, auf der Rückseite hat es einen V-Ausschnitt. Der Gürtel hat oben und unten einen wulstartigen Saum. Er wird sicherlich von einer Schnalle zusammengehalten, die allerdings durch ein in der Mitte bis zum Rocksaum herabhängendes Band nicht sichtbar ist. Der Rock selbst ist sehr fein ausgearbeitet. Zwischen waagrechten Doppellinien ist jeweils ein Fischgrätmuster zu erkennen. Der untere Saum weist ein Zickzackmuster auf. Auffällig ist, dass die Zahl der waagrechten Musterbänder im linken und rechten Teil ebenso wie von vorn nach hinten nicht übereinstimmt. Entweder war der Schurz unter dem herabhängenden Band wie an den Seiten geschlitzt, oder es kommt hier eine Nachlässigkeit des Künstlers zu Tage. Durch den Vergleich mit zwei kleineren, aber sehr ähnlichen Bronzefiguren aus Ladakia und Boğazköy (Ḫattuša) kann vermutet werden, dass der rechte Arm etwa bis in Brusthöhe erhoben war und ein Gerät, eine Streitaxt oder ein Blitzbündel, hielt. Der linke Arm ist bei allen vergleichbaren Figuren verloren. Ebenfalls durch diesen Vergleich, auch mit Großplastiken wie dem Gott beim sogenannten Königstor von Ḫattuša, wird allgemein angenommen, dass der Dargestellte der Wettergott Teššub, vielleicht auch sein Sohn Šarrumma ist. Aus den Ähnlichkeiten ergibt sich auch eine grobe Datierung zwischen 1400 und 1200 v. Chr. und damit in die letzten Jahrhunderte des hethitischen Großreichs.